# 1989 en Colombie-Britannique
Chronologie de la Colombie-Britannique
- 1985
- 1986
- 1987
- 1988
- 1989
- 1990
- 1991
- 1992
- 1993

Cette page concerne des événements qui se sont produits durant l'année 1989 dans la province canadienne de Colombie-Britannique.

## Politique
- Premier ministre : William Vander Zalm
- Chef de l'Opposition : Michael Harcourt du Nouveau Parti démocratique de la Colombie-Britannique
- Lieutenant-gouverneur : David Lam
- Législature :

## Événements
- Mise en service à New Westminster de la Columbia SkyTrain Station  station commune à l' Expo Line et à la Millennium Line du SkyTrain de Vancouver[1].

- Mise en service à Vancouver de la Cathedral Place, tour de bureaux de style post-moderne à structure en béton de 23 étages (116 mètres de hauteur) , elle est située 925 West Georgia Street[2].

## Naissances

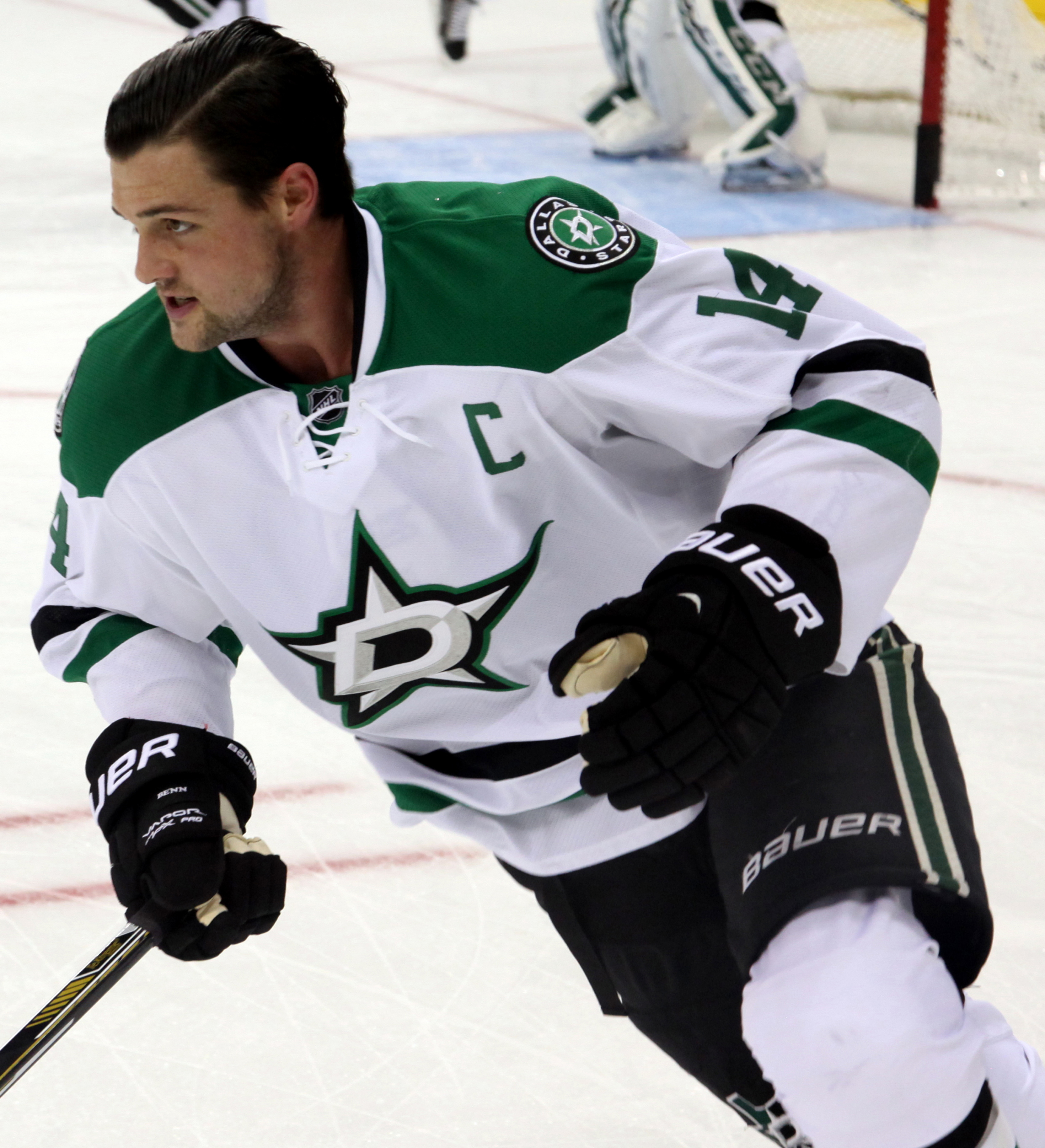

- 19 juin [3] à Victoria[4]: Christopher Wylie, lanceur d'alerte canadien, ancien directeur de recherche à Cambridge Analytica.

- 18 juillet à Victoria : Jamie Benn , joueur professionnel canadien de hockey sur glace.

## Décès
- 23 avril à Victoria : Norman Henry « Norm » Baker, né le 17 février 1923 à Victoria, joueur canadien de basket-ball et de crosse. Il évolue durant sa carrière au poste de meneur. Il est intronisé au Panthéon des sports canadiens en 1978 et au Panthéon du basket-ball canadien en 1979.